# Сапогівські буки
Сапогівські буки — вікові дерева, ботанічна пам'ятка природи місцевого значення в Україні. Зростають поблизу села Сапогів Чортківського району Тернопільської області, у кв. 65, вид. 24 Борщівського лісництва Чортківського держлісгоспу, в межах лісового урочища «Сапогів». 
Площа — 2,8 га. Оголошені об'єктом природно-заповідного фонду рішенням виконкому Тернопільської обласної ради № 645 від 13 грудня 1971 року. Перебуває у віданні Тернопільського обласного управління лісового господарства. 
Під охороною — 15 дерев бука лісового віком понад 110—150 років і діаметром 55-85 см, що мають наукову, пізнавальну та господарську цінність.